# 아마르가사우루스
아마르가사우루스(Amargasaurus)는 중생대 백악기 전기(1억 2,300만년-1억년 전) 지금의 아르헨티나에서 서식했던 공룡이다. 몸 전체 길이는 약 10~12m정도이고, 체중은 5t에 달한다. 목이 짧은 용각류이지만, 목에서부터 등에 걸친 추골(椎骨)에 2개의 돛과 같은 형태의 긴 돌기를 가지고 있다.

## 같이 보기

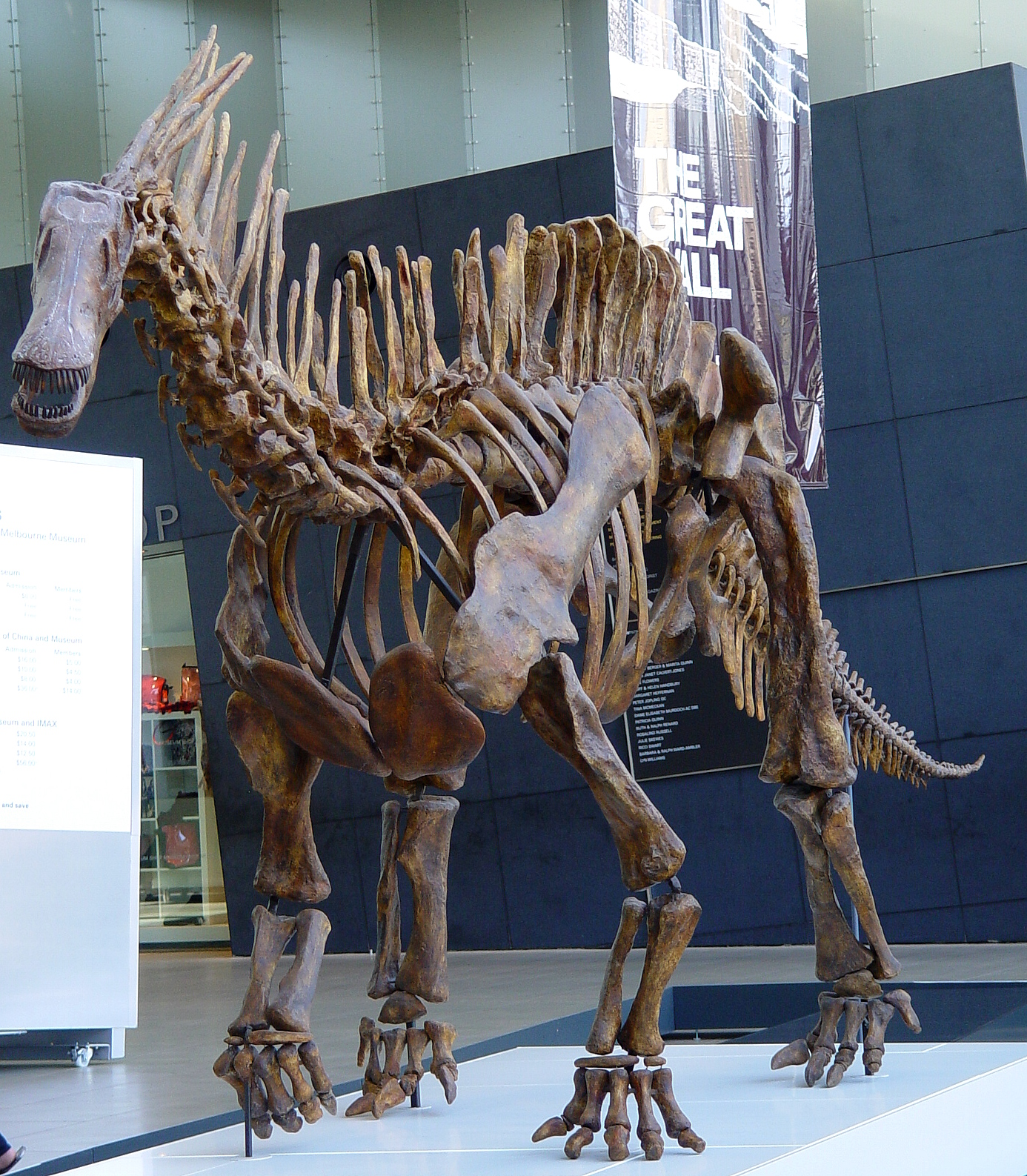
전체 골격

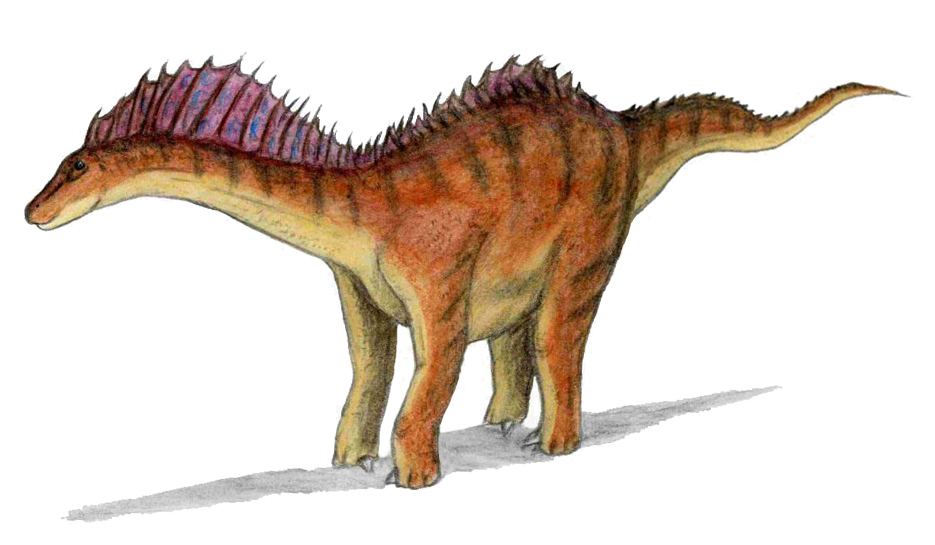
상상도